# Battaglia del Monte Cengio
La battaglia del monte Cengio è stata una battaglia che si combatté sul monte Cengio, montagna nel comune di Cogollo del Cengio ai limiti dell'altopiano dei Sette Comuni in provincia di Vicenza, durante la prima guerra mondiale. Essa si sviluppò durante la Frühjahrsoffensive austroungarica.
Da parte italiana la battaglia coinvolse soprattutto i reparti dei Granatieri di Sardegna che, sul Cengio, in sei giorni persero complessivamente, assieme ai fanti delle Brigate Catanzaro, Novara, Trapani e Modena, tra morti, dispersi e feriti, 10 264 uomini. 
La montagna divenne l'ultimo baluardo difensivo all'attacco austroungarico: in caso di conquista nemica, infatti, gli imperiali avrebbero potuto dominare la pianura veneta. La battaglia, da parte italiana, coinvolse in particolare i Granatieri del 2º Reggimento, che vennero mandati frettolosamente sul Cengio per la difesa dell'altopiano di Asiago: dopo avere esaurito le munizioni, essi ingaggiarono un furioso corpo a corpo con i soldati dell'Esercito austro-ungarico che li spingevano sempre più verso il baratro; giunti sull'orlo del precipizio, i granatieri si difesero fino all'ultimo a colpi di baionetta. 
L'avanzata austroungarica si interruppe improvvisamente a seguito dell'offensiva Brusilov in Russia che costrinse gli attaccanti a lasciare la montagna.

## Il mito del Salto del Granatiere
Il mito racconta che i soldati italiani, rimasti senza munizioni, si avvinghiarono ai corpi degli assalitori trascinandoli con sé nel precipizio del Cengio. Da allora uno sperone roccioso sopra al dirupo è soprannominato "Il salto del Granatiere".

## Il monte Cengio oggi
Oggi sono visitabili un'ardita mulattiera di arroccamento a precipizio sulla pianura sottostante, gallerie, postazioni militari e trincee ed una chiesetta dedicata ai soldati che qui hanno perso la vita. Tutte le infrastrutture vennero costruite dopo la battaglia del 1916.
La piccola chiesa votiva dei Granatieri di Sardegna è ornata all’interno dalla pala della Madonna del Granatiere (1999) di Ernani Costantini. Accosto all’esterno della chiesa vi è la scultura del Granatiere costruita con pezzi di granate esplose dall'artista cogollese Giocondo Zordan e posta nel luogo nel 1975 dal gruppo alpini di Cogollo del Cengio.

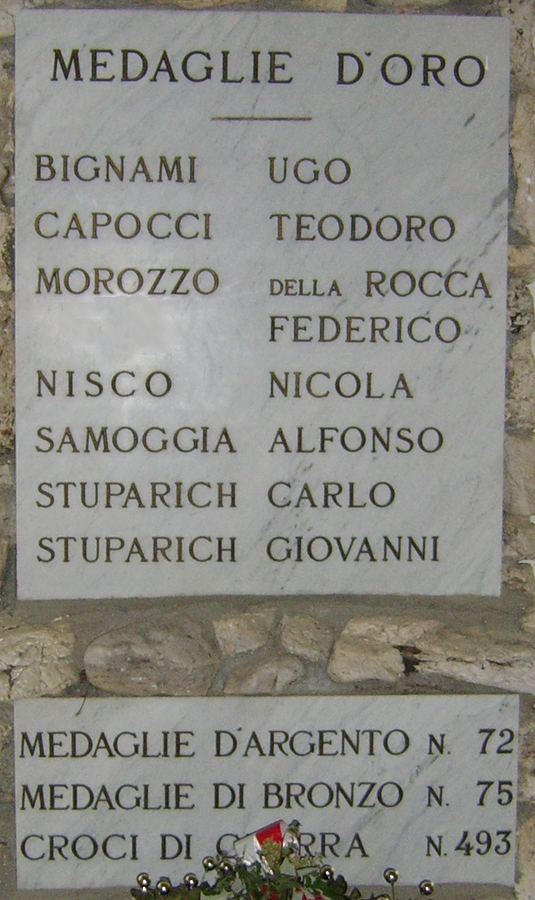
Lapide indicante le onorificenze concesse ai soldati che combatterono sul Monte Cengio

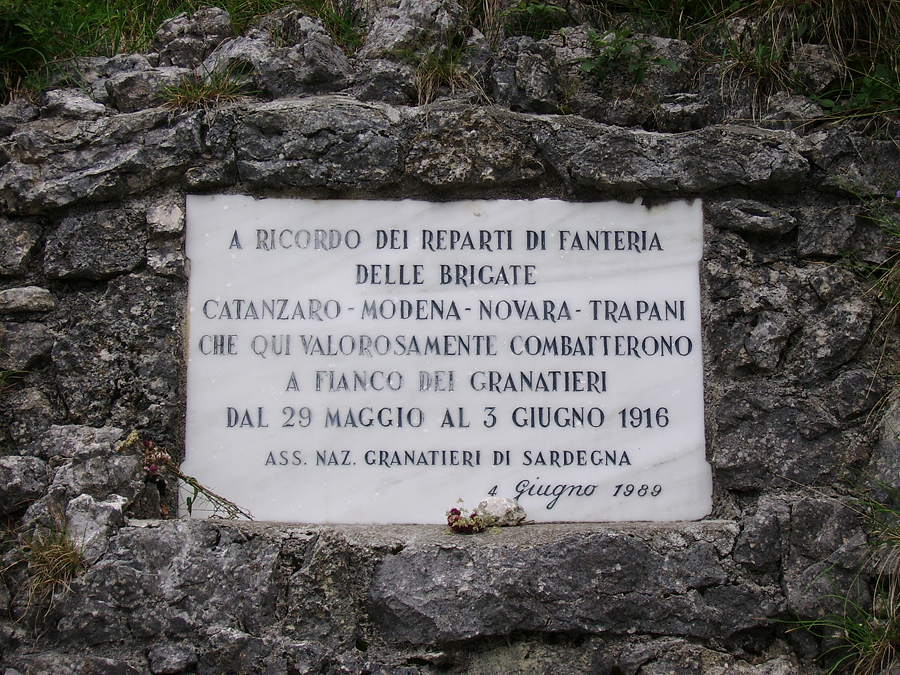
Lapide commemorativa presso il Monte Cengio